# Československé reparace a restituce z Německa
Poválečné československé reparace a restituce z Německa byly součástí Morgenthauova plánu na poválečné uspořádání Německa. Po létě 1944 a osvobození Francie se stala otázka poválečného Německa aktuální. K jedním z návrhů na jeho uspořádání patřil plán amerického ministra financí Henryho Morgenthaua. Na Postupimské konferenci se staly německé reparace hned prvním bodem programu.

## Poválečné reparace a restituce

### Reparace
Po válce sledovalo Československo při požadavku reparací, mimo dalších cílů, také hospodářské oslabení Německa. V roce 1947 bylo nepřímo donuceno svoji politiku přehodnotit. Jednak si západní velmoci uvědomovaly, že pokud by se v Německu pod tíhou reparací zhoršila jeho hospodářská situace, nebylo by možná schopné svým finančním závazkům dostát. Na druhé straně nesledovaly ve svých zónách rozklad průmyslu s nadšením.
Exilová vláda se věnovala především otázkám restitucí. V Košicích řešila podle svého programu hlavně reparace. Byla si však vědoma, že restituce se budou projednávat až na Mírové konferenci, a snad proto s vyčíslením požadavků nijak nespěchala. Koncem srpna 1945 bylo Československo pozváno na reparační konferenci do Paříže a mělo do 1. října 1945 zaslat své reparační požadavky, tak jako ostatní státy, které požadovaly reparační vyrovnání ze států západní zóny. Následně vydalo 31. srpna 1945 dekret č. 54/1945 Sb. o přihlašování a zjišťování válečných škod. Lhůtu pro podávání reparačních požadavků stanovila vláda do 29. 9. 1945.
Na Postupimské konferenci padlo rozhodnutí, že reparační nároky USA, Velké Británie a „jiných zemí, které mají právo na reparace“ (18 států s výjimkou Polska a SSSR), mají být financovány ze západních okupačních zón a z „vhodného německého zahraničního majetku“. (SSSR připadla ze západních zón ještě část průmyslového zařízení.) Za „vhodný německý zahraniční majetek“ se ale mohl považovat i majetek vysídlených sudetských Němců.
Podle dohody mohl být „reparační nárok na úhradu materiálních ztrát” součástí, takže ČSR požadovala náhradu ve výši 11,5 miliardy USD a dodatkem vyčíslila i materiální škody (vynaložená pracovní síla na válečném úsilí proti Německu, ztráty pracovních sil nasazených v Německu, výlohy na jejich invalidní důchody, léčebnou péči a jejich snížená práceschopnost) ve výši 6 miliard USD (1938). Celkem požadovala po Německu 17,561 miliard USD (1938).
Vzhledem k tomu, že se Roosevelt, Churchill a Stalin již v Jaltě dohodli na vyplácení reparací především zemím, které „nesly hlavní břímě války, utrpěly největší ztráty a vybojovaly vítězství nad nepřítelem“, nemohlo si Československo dělat příliš velké naděje. Válka postihla území ČSR málo a v porovnání s jinými státy bojovali českoslovenští vojáci na frontách jen v malém počtu. K vojenským nákladům ale mohlo přiřadit i náklady za výzbroj 44 divizí, které Německo okupací zabralo a náklady na mobilizaci v roce 1938.

#### Sudetoněmecký majetek
Podle výroku v klausuli o reparačních nárocích na úkor „vhodného německého zahraničního majetku“ by takový nárok mohlo Československo uplatnit. V roce 1943 předal Beneš v Moskvě tzv. desetibodový plán, kde se zavázal, že ČSR využije majetek „zanechaný“ sudetskými Němci v Československu „na zaplacení reparací ze strany Německa za škody způsobené ČSR.“  Takže při velikosti tohoto majetku hrozilo, že by se Československo ocitlo v roli reparačního „dlužníka“ a bylo by tak povinné z obrovského zabaveného sudetoněmeckého majetku vyplácet reparační nároky jiných spojeneckých států.

#### Opatření
Nejprve vláda stáhla „pro formální nedostatky“ konfiskační dekret prezidenta republiky a zrušila v paragrafu 1. formulace, které by mohly mít návaznost k reparacím a vyvlastnění. Opravený text takový výklad neumožňoval. Na pařížské konferenci vláda deklarovala, že pokud by se měl sudetoněmecký majetek započíst na konto reparací, hodlá použít tento majetek k vyrovnání pohledávek ČSR proti Německé říši ve výši 1,7 miliard USD (1938). O tuto částku také snížila vyčíslení svých válečných škod (sestavené z protihodnoty za říšské marky zanechané na území ČSR, za aktiva Čs. státní banky na žirovém účtu u Německé říšské banky a za německé pokladniční poukázky v držení čs. bank). Československo se vzdalo svých reparačních nároků, které se jevily značně nemateriálně a tedy u nich pravděpodobnost na náhradu byla velmi mizivá. Do memoranda na reparační konferenci v Paříži „německý zahraniční majetek na čs. území“ nezahrnula.

#### Benešovo pochybení
28. 10. 1945 se Beneš na Národním shromáždění (před pařížskou konferencí) zmínil o zkonfiskovaném sudetoněmeckém majetku jako „o záloze na čs. reparace“. Clementis ho druhý den na pochybení sice upozornil, ale „zcenzurovat text prezidentovy řeči” už nešlo. Velká trojka jeho proslov zaregistrovala a hlavně americká delegace vysvětlovala následně na konferenci pojem „německý zahraniční majetek“ šířeji. Nyní zahrnoval i majetek osob německé národnosti bez ohledu na jejich státní příslušnost, tedy i příslušníků německých menšin. Nakonec konference dospěla k závěru, že „každá signatární vláda si ponechá formou, již sama zvolí, německý nepřátelský majetek ve své pravomoci... a odečte tento majetek od svého podílu na reparacích“. Československu se podařilo začlenit do reparační dohody pasáž, že při provádění výše uvedeného majetek, který byl vlastnictvím země Spojených národů nebo jejich příslušníků v době její anexe nebo okupace Německem, nebude započítáván na její účet reparací“. Tím ale problém vyřešen nebyl a zejména v době studené války byl bodem sváru a dodnes není vyřešen. Pařížská konference provedla sice odtržení majetku sudetoněmeckého a německého nepřátelského zahraničního majetku, ale jen z důvodu, aby nebyl do reparací započten.

#### Splácení
Od léta 1946 se rozběhlo splácení reparací z tzv. kategorie B - demontovaných průmyslových zařízení, námořních obchodních a říčních lodí. Námořní lodě byly rozděleny téměř okamžitě. ČSR ale požadovala lodě říční, což způsobilo odklad. Vyřizovala se jen průmyslová demontáž 1650 závodů. V první etapě ČSR získala 11 závodů. V kategorii A - se jednalo o zboží, tedy o vše, co nespadalo do kategorie B a „výrobků běžné výroby a zásoby“. Československo ale zájem na hotovém zboží nemělo. V hledáčku prvotních zájmů stály především suroviny, což bylo v té době u Německa nemožné. Československo zvolilo cestu reparačního plnění ve formě služeb, zejména německé dopravní sítě a telekomunikací. To ale Západní velmoci odmítly. Do února 1947 obdržela ČSR v kategorii B reparace v hodnotě 5,4 milionu USD (1938). V roce 1948 započalo splácení v ceně necelých 3 milionů USD (1938). Reparace skončily v roce 1962, Československo obdrželo z celkového objemu reparací 4,57%  celkem  4,23% smluvně přiznaných pařížskou konferencí. Celkem z požadovaných reparací dostalo 14,5 milionu USD (1938), tedy 0,09%.

### Restituce
Během války se spojenci v deklaraci z 5. ledna 1943 domluvili na restitucích majetku. Za neplatné považovali “všechny převody a dispozice vztahující se na vlastnictví, práva a zájmy jakéhokoliv druhu, které se nalézají nebo nalézaly na územích okupovaných, nebo přímo či nepřímo kontrolovaných nepřátelskými vládami, nebo náleží či náležely osobám (i právnickým) usedlým v těchto oblastech”. Československo podalo do konce roku 1947 2 743 restitučních přihlášek. Západní mocnosti v Německu vyřídily 683 v hodnotě 4,5 milionu USD (1938). Problémy nastaly v sovětské zóně - z 581 podaných restitučních požadavků bylo vyřízeno jen 9. Podstatnou část čs. majetku odvezla Rudá armáda jako válečnou kořist. Podané čs. restituční nároky se pohybovaly v hodnotě 1,4 miliardy USD (1938) a náhrady činila 77 milionů USD (1938) - 0,47%.

#### Restituce měnového zlata
Veškeré ukořistěné měnové zlato nacisty, ať už se nacházelo kdekoliv, putovalo do společného fondu. Spojencům se podařilo najít jen 37 700 tun měnového zlata. Československo uplatnilo ztrátu 45 008 kg a podle předem domluveného poměrného rozdělení mu připadlo 24 507 kg. V roce 1948 obdrželo zálohu 6 074 kg. USA však obdržení zbytku zlata napadla, jelikož Československo jí nevyplatilo odškodné za znárodněný americký majetek v ČSR. Zbytek zlata byl vydán až v roce 1982.